# John Robertson (ur. 1964)
John Grant Robertson (ur. 2 października 1964 w Edynburgu, Szkocja) – szkocki piłkarz występujący na pozycji napastnika, a następnie trener piłkarski.
Jego profesjonalna piłkarska kariera rozpoczęła się w klubie Heart of Midlothian, w roku 1981. W Hearts grał do 1988 roku. W 202 spotkaniach, jakie rozegrał, strzelił 106 bramek. Następnie przeniósł się do Newcastle United, gdzie rozegrał 12 meczów. Powrócił jednak do Hearts w roku 1989. Do roku 1998 rozegrał w szkockim klubie 310 meczów i strzelił w nich 108 bramek. W 1998 roku został wypożyczony w rundzie wiosennej do Dundee F.C., gdzie rozegrał 4 mecze i strzelił 1 gola. Jeszcze w tym samym roku został sprzedany do Livingston F.C. W barwach tego klubu grał dwa lata, w 41 meczach strzelił 14 goli.
W reprezentacji Szkocji rozegrał 16 spotkań – w latach 1990–1995. Strzelił 3 bramki.
Po zakończeniu kariery piłkarskiej trenował piłkarzy klubów: Inverness Caledonian Thistle, Heart of Midlothian, Ross County, Livingston i Derry City, a od 2010 roku jest menedżerem East Fife.